# كبوسين خيمي
كبوسين خيمي (الاسم العلمي: Tropaeolum umbellatum) هو نوع من النباتات يتبع جنس الكبوسين من الفصيلة الكبوسينية.